# Mythimna striatella
Mythimna striatella là một loài bướm đêm trong họ Noctuidae.